# 哈格蒂山
77°57′S 164°12′E / 77.950°S 164.200°E
哈格蒂山（英語：Haggerty Hill）是南極洲的山峰，位於維多利亞地的斯科特海岸，處於薩爾蒙山東南面0.8公里，海拔高度1,100米，該山峰現時由南極條約體系管理。